# Epitrachelion

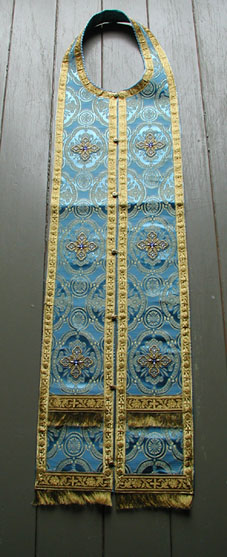
Epitrachelion

Epitrachelion (gr. ἐπιτραχήλιον – wokół/na-szyjnik, cs. jepitrachił) – szata liturgiczna w obrządkach bizantyjskich oraz wielu innych obrządkach wschodnich, odpowiednik rzymskiej stuły, używana do sprawowania liturgii przez prezbiterów (księży) i biskupów. 
Zdobiony jest haftem ornamentalnym, przeważnie z siedmioma krzyżami, symbolizującymi siedem sakramentów, dary Ducha Świętego oraz pełnię łaski. Podobnie jak stuła, jest symbolem łaski kapłaństwa. Historycznie odpowiednikiem epitrachilionu jest diakoński orarion – w obu przypadkach szata zakładana jest wokół szyi (orarion podobnie jak stuła zakończony jest dwoma końcami zwisającymi w dół).
Podczas nałożenia epitrachelionu kapłan odmawia modlitwę:
Błogosławiony Bóg, który przelewa swoją Łaskę na kapłanów swoich jak wyborny olejek, który spływa na brodę – brodę Aarona, który spływa na brzeg jego szaty.